# Jan Lipski (zm. 1786)
Jan Lipski herbu Grabie (zm. w 1786 roku) – kasztelan santocki w latach 1781-1785, wojski większy kaliski w latach 1770-1781, miecznik kaliski w latach 1762-1770, sędzia grodzki kaliski.
Poseł województwa kaliskiego na sejm konwokacyjny 1764 roku.